# Kaffatorp
Kaffatorp är en by i Oppmanna socken i Kristianstads kommun i Skåne län, belägen 21 kilometer norr om Kristianstad, mellan Arkelstorp och Mjönäs.

## Historia
1885 byggdes järnvägen Kristianstad - Immeln, som cirka 1905 förlängdes till Älmhult. Järnvägssträckningen gick förbi Kaffatorp som 1885 fick en järnvägsstation. Persontrafiken upphörde 1969, godstrafiken 1978 och spåren revs upp 1979. Numera är stationen privatbostad.
Det har funnits en skola, affärer och en smedja fram till cirka 1950-talet i Kaffatorp.

## Personer från orten
Jan Myrdal bodde under 1940-talet en kort tid i Kaffatorp (Lilla Byröna).